# Половищенский
Половищенский — починок в Кичменгско-Городецком районе Вологодской области.
Входит в состав Кичменгского сельского поселения, с точки зрения административно-территориального деления — в Пыжугский сельсовет.
Расстояние до районного центра Кичменгского Городка по автодороге составляет 36 км. Ближайший населённый пункт — Лаптюг.
Население по данным переписи 2002 года — 12 человек.